# Lindsay (Oklahoma)
Lindsay és una ciutat dels Estats Units a l'estat d'Oklahoma. Segons el cens del 2000 tenia 2.889 habitants.

## Demografia
Segons el cens del 2000, Lindsay tenia 2.889 habitants, 1.244 habitatges, i 794 famílies. La densitat de població era de 474,7 habitants per km².
Dels 1.244 habitatges en un 27,3% hi vivien nens de menys de 18 anys, en un 52,1% hi vivien parelles casades, en un 9,4% dones solteres, i en un 36,1% no eren unitats familiars. En el 34,5% dels habitatges hi vivien persones soles el 21,7% de les quals corresponia a persones de 65 anys o més que vivien soles. El nombre mitjà de persones vivint en cada habitatge era de 2,28 i el nombre mitjà de persones que vivien en cada família era de 2,91.
Per edats la població es repartia de la següent manera: un 23,3% tenia menys de 18 anys, un 8,5% entre 18 i 24, un 24,1% entre 25 i 44, un 19,1% de 45 a 60 i un 25% 65 anys o més.
L'edat mediana era de 40 anys. Per cada 100 dones de 18 o més anys hi havia 78,1 homes.
La renda mediana per habitatge era de 26.667 $ i la renda mediana per família de 35.208 $. Els homes tenien una renda mediana de 26.831 $ mentre que les dones 18.207 $. La renda per capita de la població era de 14.320 $. Entorn del 9,9% de les famílies i el 15,6% de la població estaven per davall del llindar de pobresa.

## Poblacions més properes
El següent diagrama mostra les poblacions més properes.